# Jugglers
Jugglers (en hangul, 저글러스; romanización revisada, Jeogeulreosu), es una serie de televisión surcoreana transmitida desde el 4 de diciembre de 2017 hasta el 23 de enero de 2018 a través de KBS 2TV. Está protagonizada por Baek Jin-hee, Choi Daniel, Kang Hye-jung y Lee Won-keun.

## Argumento
La serie sigue a Jwa Yoon-yi, una mujer con un espíritu de devoción y obediencia que vive su vida con una actitud pasiva y a Nam Chi-won, el director de "YB Company" que no demuestra interés en los demás, rechaza sus intereses y no le interesa desarrollar relaciones. Cuando Yoon-yi se convierte en la nueva secretaria de Chi-won, sus vidas cambian.

## Reparto

### Personajes principales[1]
| Actor         | Personaje     | Ocupación                                        | Nº de episodios | Duración    |
| ------------- | ------------- | ------------------------------------------------ | --------------- | ----------- |
| Baek Jin-hee  | Jwa Yoon-yi   | Secretaria de Chi-won                            | 16              | 2017 - 2018 |
| Choi Daniel   | Nam Chi-won   | Director de la Compañía de Medios                | 16              | 2017 - 2018 |
| Kang Hye-jung | Wang Jeong-ae | -                                                | -               | 2017 - 2018 |
| Lee Won-keun  | Hwangbo Yul   | Director del Departamento de Negocios Deportivos | -               | 2017 - 2018 |

### Personajes recurrentes
| Actor          | Personaje       | Ocupación                                  | N.º de episodios | Duración    |
| -------------- | --------------- | ------------------------------------------ | ---------------- | ----------- |
| Cha Joo-young  | Ma Bo-na        | Secretaria                                 | -                | 2017 - 2018 |
| Jung Hye-in    | Park Kyung-rye  | -                                          | -                | 2017 - 2018 |
| In Gyo-jin     | Jo Sang-moo     | Director General                           | -                | 2017 - 2018 |
| Kim Chang-wan  | Do Tae-geun     | Vicepresidente                             | -                | 2017 - 2018 |
| Jung Sung-ho   | Gong Yoo        | Director de la División de Video           | -                | 2017 - 2018 |
| Jung Soo-young | Moon Soon-yeong | Miembro de la División de Video            | -                | 2017 - 2018 |
| Kim Ki-bang    | Park Chi-soo    | Miembro de la División de Video            | -                | 2017 - 2018 |
| Song Ji-ho     | Go Myung-suk    | Miembro de la División de Video            | -                | 2017 - 2018 |
| Cha Soon-bae   | Baek Soon-bae   | Gerente General de la División de Deportes | -                | 2017 - 2018 |
| Park Kyung-hye | Goo Kye-young   | Miembro de la División de Deportes         | -                | 2017 - 2018 |
| Shin Min-kyung | Go Si-won       | Miembro de la División de Deportes         | -                | 2017 - 2018 |
| Kim Se-rin     | Joo Pan-mi      | Miembro de la División de Deportes         | -                | 2017 - 2018 |
| Min Jin-woong  | Woo Chang-soo   | exnovio de Yoon-yi                         | -                | 2017 - 2018 |
| Hong Kyung     | Jwa Tae-yi      | Hermano Menor de Yoon-yi                   | -                | 2017 - 2018 |
| Moon Ji-hoo    | Min Deul-re     | -                                          | -                | 2017 - 2018 |
| Lee Ji-ha      | Kang Soon-deok  | Madre de Yoon-yi                           | -                | 2017 - 2018 |
| Choi Dae-chul  | Bong Jang-woo   | Director                                   | -                | 2017 - 2018 |
| Kim Soo-yeon   | Wang Mi-ae      | Hermana Menor de Jeong-ae                  | -                | 2017 - 2018 |
| Jeon Jun-ho    | Park Joon-pyo   | Esposo de Jeong-ae                         | -                | 2017 - 2018 |
| Jung Joon-won  | Park Gun-woo    | Hijo de Jeong-ae                           | -                | 2017 - 2018 |

### Otros personajes
| Actor           | Personaje               | Episodio donde apareció | Ref.   |
| --------------- | ----------------------- | ----------------------- | ------ |
| Hwang Seung-eon | Secretaria Kang         | 1                       |        |
| Jung Young-joo  | Esposa de Bong Jang-woo |                         | [ 11 ] |

### Apariciones especiales
| Actor        | Personaje     | Episodio donde apareció | Duración |
| ------------ | ------------- | ----------------------- | -------- |
| Jeon Seok-ho | Park Joon-pyo | 9                       | 2018     |

## Premios y nominaciones
| Año  | Premio            | Categoría                           | Nominado                   | Resultado | Ref.   |
| ---- | ----------------- | ----------------------------------- | -------------------------- | --------- | ------ |
| 2018 | Premios KBS Drama | Premio a la excelencia (miniseries) | Choi Daniel                | Ganó      | [ 12 ] |
| 2018 | Premios KBS Drama | Premio a la excelencia (miniseries) | Baek Jin-hee               | Ganó      |        |
| 2018 | Premios KBS Drama | Mejor pareja                        | Choi Daniel y Baek Jin-hee | Ganaron   |        |
| 2018 | Premios KBS Drama | Mejor actor de reparto              | In Kyo-jin                 | Ganó      |        |

## Producción
La serie fue creada por el equipo de producción de la KBS.
Fue dirigida por Kim Jung-hyun y escrita por Jo Yong-hae, en la producción contó con Yoon Jae-hyuk junto con los productores ejecutivos Bae Sun-hae, Lee Mi-jin y Moon Joon-ha.
El 26 de octubre del 2017 se realizó la lectura del primer script de la serie.
Contó con el apoyo de la compañía de producción "Story TV".